# Фриц Хофман-Ла Рош
Фриц Хофман е швейцарски предприемач, основател на фармацевтичната компания Hoffmann-La Roche, която съществува и в днешни дни, и е един от лидерите във фармацевтичната промишленост и диагностицирането.

## Биография
Роден е в Базел, Швейцария на 24 октомври 1868 г., в семейство на заможни евреи, притежаващи собствен бизнес. Още в ранни години Фриц трупа трудов опит и инвестиции, дали му по-късно начало на собствен бизнес кариера. Той работи в местна банка, като аптекар, търговец на химични вещества и фармацевтични продукти, преди да навлезе в този бизнес.
През 1894 г. той формира производствено-търговско дружество с Макс Карл Трауб (1855 – 1919), наречено „Хофман, Трауб & Co.“. новосформираната компания произвежда ограничен кръг от фармацевтични и химически продукти. Бащата на Фриц допринася за бизнеса на сина си, осигурявайки по-голямата част от средствата, а Трауб осигурява някои патенти и договори.
През 1895 г. Фриц Хофман се жени за Адел Ла Рош. Според обичайната тогавашна практика в Швейцария, при семейните двойки се приема името на съпругата, така че от този момент той по-често е наричан Фриц Хофман-Ла Рош.
През 1896 г. Трауб напуска компанията и тя е преименувана на F. Hoffmann-La Roche & Со.
Той също така изгражда редица международни контакти, за доставка на суровини, и за продажби, които да подкрепят изследванията на компанията.
След Първата световна война (1919) се оттегля от борда на дружеството, поради влошено здраве. Умира на 18 април 1920 г.